# Оливейра, Мишаэл Ришард
Мишаэ́л Ри́шард Делга́до де Оливе́йра, более известный как просто Мишаэ́л (порт.-браз. Michael Richard Delgado de Oliveira; родился 12 марта 1996, Пошореу, штат Мату-Гросу) — бразильский футболист, нападающий клуба «Фламенго».

## Биография
Мишаэл — старший из четырёх братьев и сестёр, начал заниматься футболом в возрасте семи лет в Молодёжном центре города Пошореу, куда его привёл отец Мануэл Месиас. У Мишаэла в школе были большие проблемы с дисциплиной, он поменял множество школ, и часто добивался того, чтобы его выгоняли из класса, чтобы лишний раз поиграть в футбол. В подростковом возрасте Мишаэл соприкоснулся с криминальной жизнью, начал употреблять наркотики и торговать ими, на жизнь сложного подростка шесть раз покушались из-за его долгов. Однако в возрасте 16 лет Мишаэл встал на путь исправления — его отправили к тёте в Гоянию, и там же он начал играть за молодёжный состав одноимённого клуба. К 19 годам он сумел полностью преодолеть пристрастие к наркотикам, и постепенно его футбольная карьера стала развиваться. В том же возрасте обратился к христианству.
В 2015 году Мишаэл начал играть на взрослом, пусть и любительском, уровне — за команду «Монте-Кристу». В следующем году играл за взрослую команду «Гоянии», а в начале 2017 года перешёл в «Гоянезию». В этой команде он не получал никаких денег, заявив руководству «дайте мне еду и место для тренировок, я не хочу зарплату».
В апреле 2017 года подписал контракт с самым титулованным клубом штата, «Гоясом». Нападающий довольно успешно вписался в новый коллектив, и в 2018 году стал одним из ведущих игроков в своей команде, которая по итогам сезона заработала путёвку в Серию A. Сезон 2019 он провёл ещё более успешно, забив за «Гояс» в Серии A и чемпионате штата 16 голов.
20 января 2020 года «Фламенго» объявил о подписании с Мишаэлом контракта до 2024 года. 29 февраля нападающий отметился первым забитым голом за «рубро-негрос» в матче Лиги Кариоки против «Кабуфриенсе»; игра завершилась победой «Фла» со счётом 4:1, а Мишаэл также отметился результативным пасом на Габигола. По итогам сезона 2020 «Фламенго» во второй раз подряд стал чемпионом Бразилии, для Мишаэла это был первый подобный титул.
2021 год Мишаэл начал очень успешно. Он отметился большим количеством результативных передач на партнёров. 11 апреля появился на замену в конце матча за Суперкубок Бразилии против «Палмейраса» (2:2), и в серии послематчевых пенальти успешно реализовал свою попытку; «Фламенго» обыграл соперника в этой серии со счётом 6:5 и стал обладателем трофея. В розыгрыше Кубка Либертадорес провёл семь матчей и отмеился победным голом в ворота «Дефенсы и Хустисии» (1:0) в первой (гостевой) игре 1/8 финала. По сумме двух матчей «рубро-негрос» выиграли со счётом 5:1. Впоследствии «Фламенго» дошёл до финала турнира, где 27 ноября уступил «Палмейрасу». В игре 29 тура Серии A, прошедшей 30 октября, Мишаэл забил единственный и победный мяч в ворота лидера чемпионата «Атлетико Минейро».

## Достижения
- Чемпион штата Рио-де-Жанейро (2): 2020, 2021
- Чемпион штата Гояс (1): 2018
- Чемпион Бразилии (1): 2020
- Обладатель Суперкубка Бразилии (2): 2020, 2021
- Обладатель Рекопы Южной Америки (1): 2020
- Финалист Кубка Либертадорес (1): 2021